# Ternstroemia huasteca
Ternstroemia huasteca är en tvåhjärtbladig växtart som beskrevs av B. Bartholomew. Ternstroemia huasteca ingår i släktet Ternstroemia och familjen Pentaphylacaceae. Inga underarter finns listade i Catalogue of Life.